# Wat Chai Watthanaram

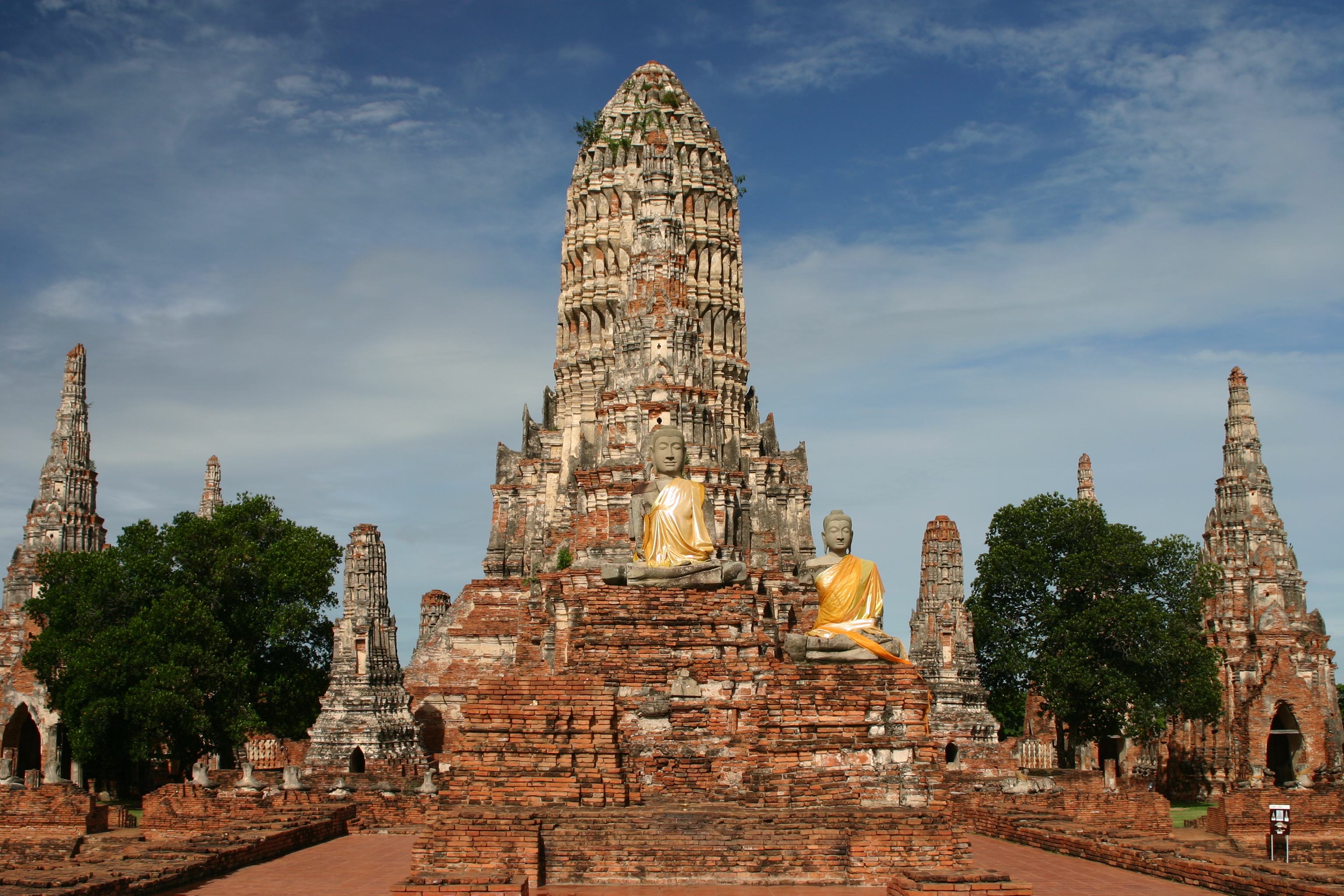
Wat Chai Watthanaram

Wat Chai Watthanaram (Thai: วัดไชยวัฒนาราม) is een Boeddhistische tempel (wat) in het Thaise historische park Ayutthaya. De tempel bevindt zich op de westelijke oever van de rivier de Menam (Chao Phraya), nabij het eiland Ayutthaya. De wat wordt beschouwd als een van de mooiste tempels van Ayutthaya en vormt een belangrijke toeristische attractie.
De bouw van de tempel begon in 1630 in opdracht van koning Prasat Thong ter herdenking van het feit dat zijn moeder in het gebied had gewoond. De naam van de tempel betekent letterlijk 'de tempel van de lange heerschappij en het glorieuze tijdperk'. De tempel werd gebouwd in de stijl van de Khmer, die destijds populair was.